# Pegomya tenuiramula
Pegomya tenuiramula este o specie de muște din genul Pegomya, familia Anthomyiidae, descrisă de Ge, Li și Fan în anul 1988. Conform Catalogue of Life specia Pegomya tenuiramula nu are subspecii cunoscute.